# کارخانه فوتبال (فیلم)
کارخانه فوتبال (انگلیسی: The Football Factory) یک فیلم ورزشی انگلیسی به کارگردانی و نویسندگی نیک لاو می باشد که در سال ۲۰۰۴ توسط ورتیگو فیلمز و راک‌استار گیمز منتشر شد. موضوعع فیلم در مورد فردی با نام تامی جانسون می باشد که از اعضای هولیگانیسم فوتبالی چلسی می باشد.